# Steffen Dittmann

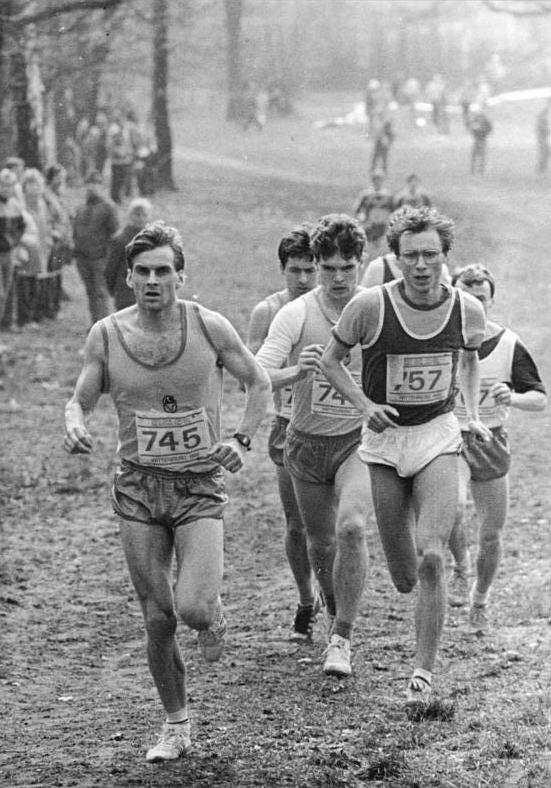
Steffen Dittmann (links), 1989.

Steffen Dittmann (* 26. März 1967 in Rudolstadt) ist ein ehemaliger deutscher Langstreckenläufer, der seine größten Erfolge im Marathon hatte.
1989 wurde er Marathon-Meister der DDR in 2:21:04 h. Im Jahr darauf steigerte er sich um über sieben Minuten und siegte beim München-Marathon in 2:13:47 h. 1991 stellte er als Achter beim Ōme-Marathon mit 1:32:59 h einen deutschen Rekord im 30-km-Straßenlauf auf und belegte den fünften Platz beim Frühlingsmarathon Wien.
1992 wurde er zunächst Zweiter beim München-Marathon und siegte dann beim Frankfurt-Marathon mit seiner persönlichen Bestzeit von 2:12:59 h. 1993 verbesserte er als Zehnter in Ōme seinen 30-km-Rekord auf die aktuelle Marke von 1:32:27 h. 1996 belegte er beim Berlin-Marathon mit 2:16:00 h Gesamtplatz 20 und wurde damit Deutscher Marathonmeister. Zum Abschluss seiner Marathonkarriere wurde er Elfter beim Hamburg-Marathon 1997 in 2:15:36 h.
Der 1,78 m große und 64 kg schwere Athlet startete für den ASK Potsdam, den Racing-Club Berlin, den PSV Potsdam und den LC Solbad Ravensberg, bei dessen Veranstaltung Nacht von Borgholzhausen er dreimal in Folge (1991–1993) Zweiter und siebenmal bester Deutscher wurde. Nach dem Ende seiner sportlichen Laufbahn schloss er ein Studium der Elektrotechnik ab und nahm danach eine Stelle bei einer Softwarefirma an, die sich mit Verkehrsplanung beschäftigt. Er hat zwei Kinder.
2006 bildete er anlässlich der 25. Auflage des Frankfurt-Marathon zusammen mit drei weiteren ehemaligen Frankfurt-Siegern (Herbert Steffny, Konrad Dobler und Heidi Hutterer) eine Jubiläumsstaffel.

## Persönliche Bestzeiten
- 10.000-Meter-Lauf: 28:38,43 min, 5. Juni 1991, Potsdam
- Halbmarathon: 1:04:11 h, 1. Oktober 1995, Montbéliard
- 30-km-Straßenlauf: 1:32:27 h, 21. Februar 1993, Ōme
- Marathon: 2:12:59 h, 26. Oktober 1992, Frankfurt am Main